# República do Rio Grande
```
   |-
       |
Erro:
:  
valor não especificado para "
nome_comum
"
```

A República do Rio Grande (em espanhol: República del Río Grande), também chamado de A fronteira do norte da República Mexicana (em espanhol: La frontera del norte de la República Mexicana) foi um Estado não reconhecido, composto por três unidades federativas mexicanas (Coahuila, Nuevo León e Tamaulipas), além de partes do atual estado norte-americano do Texas. Sua duração foi de aproximadamente dez meses, compreendido entre 17 de janeiro e 6 de novembro de 1840. Sua criação teve origem no descontentamento popular da região quanto as Siete Leyes, exercido durante o mandato de Anastasio Bustamante, que favorecia o sistema de governo centralista.
Este país pretendia formar-se na América do Norte, entre as fronteiras da República do Texas e a República Mexicana. Sem obter nenhum reconhecimento internacional, a República do Rio Grande acabou sendo dissolvida.

## História

### Antecedentes
O estabelecimento da república centralista mexicana foi o pretexto usado pelos colonos anglo-saxões do Texas (e seus aliados mexicanos) para proclamar a sua independência do México. As razões para o descontentamento texano, contudo, eram diferentes quanto a separação do Texas de Coahuila, e sua preocupação com o fim iminente da escravidão na região antes da declaração do estabelecimento do estado coahuilense. Preso pelos rebeldes texanos, Antonio López de Santa Anna foi obrigado a reconhecer a independência da província texana ao assinar o Tratado de Velasco, em 21 de abril de 1836.
Outros movimentos secessionistas foram desencadeados com a implantação do governo centralizado, como a separação de Yucatán e Tabasco, além das revoltas de Zacatecas e Sinaloa (em 1835 e 1837, respectivamente). Este último, dirigido por José de Urrea, foi um dos mais duradouros e estendeu-se a Tampico em 1837, de onde se espalhou para três estados do nordeste mexicano (sendo eles Coahuila, Nuevo León e Tamaulipas), originando a República do Rio Grande.

### Governo
A República do Rio Grande foi criada por uma convenção constitucional no Rancho Oreveña, perto da atual cidade de Zapata, em 7 de janeiro de 1840. Foi estabelecido um governo provisório com um gabinete paralelo, cujo objetivo era ter bases autônomas e uma soberania baseada na Constituição de 1824. Jesús de Cárdenas foi o primeiro e único presidente deste Estado.